# Île de la Tortue
Île de la Tortue (ook wel La Tortue, Haïtiaans-Creools: Latòti, tevens bekend onder de Spaanse naam Tortuga, letterlijke vertaling: Schildpaddeneiland) is een stad en gemeente en eiland in de Caribische Zee, dat 16 kilometer ten noorden van Haïti ligt en deel uitmaakt van dat land. In de 17e eeuw is er om dit eiland herhaaldelijk gevochten tussen Frankrijk, Spanje en Engeland. In die periode maakten piraten, gebruikmakend van de onrust die door deze strijd ontstond, het eiland tot een belangrijke uitvalsbasis.

## Geografie
Île de la Tortue is 37 kilometer lang en 7 kilometer breed. Het eiland heeft een oppervlakte van 193 km². Het ligt op een andere tektonische plaat dan het grotere eiland Hispaniola, waarvan het door het 16 kilometer brede Kanaal van La Tortue gescheiden wordt.
Île de la Tortue heeft grote reliëfverschillen, met een bergkam in het midden en enkele terrassen in het noorden. Het hoogste punt ligt op 464 meter boven de zeespiegel. De bodem bevat veel slib aan de kusten, en is meer kleiachtig op de hogergelegen gedeelten.

## Indeling
De gemeente bestaat uit de volgende sections communales:
| Nr. | Naam               | Km²    | Inw.2015 |
| --- | ------------------ | ------ | -------- |
| 1   | Pointe des Oiseaux | 64,88  | 19.200   |
| 2   | Mare Rouge         | 115,06 | 19.668   |

## Geschiedenis

### Ontdekking
Het eiland werd oorspronkelijk bewoond door de Arowakken, die er vanuit Florida met kano's waren aangekomen. Op 6 december 1492 zag Christoffel Columbus het tijdens zijn eerste reis uit de mist opdoemen. Omdat de vorm van het eiland hem aan een zeeschildpad deed denken, gaf hij het de naam Tortuga.

### Franse kolonisatie
In 1625 voeren de Fransen uit vanaf het eiland Saint Kitts met de bedoeling om Hispaniola op de Spanjaarden te veroveren. Maar omdat dat eiland al redelijk dichtbevolkt was, zagen ze daarvan af. In plaats daarvan voeren ze door naar La Tortue, waar veel minder Spanjaarden woonden. Daarom konden ze het gemakkelijk innemen.
La Tortue was een strategische plaats, omdat de haven goed beschermd was tegen aanvallen. Dit kwam zowel door de natuurlijke ligging, als door versterkingen die door de mens zijn aangebracht. De steile kliffen aan de noordzijde van het eiland gaven zo'n goede bescherming dat de noordkust Côte de Fer (IJzeren Kust) werd genoemd.
Veel Franse kolonisten op La Tortue kwamen van Saint Kitts. In het begin vertrokken zij van dat eiland omdat het aangevallen werd door de Spanjaarden. Later verlieten zij het omdat het te dichtbevolkt werd. Op La Tortue aangekomen zetten zij vooral tabaksplantages op. In 1634 werden de eerste slaven naar het eiland gebracht om op deze plantages te werken. Zij waren echter moeilijk in de hand te houden, waardoor dat experiment een jaar later werd gestaakt.

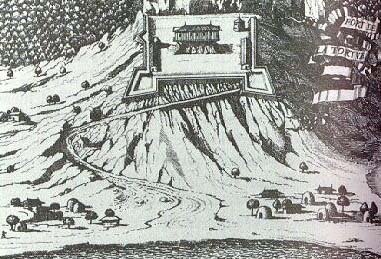
Het Fort de Rocher

De eerste gouverneur van La Tortue was Jean Levasseur. In 1634 was hij naar het eiland gekomen op verzoek van de bevolking, die vroeg om meer versterkingen tegen de Spanjaarden. Daarop bouwde hij o.a. het Fort de Rocher. In datzelfde jaar verplaatsen de Fransen hun machtscentrum in het Caraïbisch gebied van Saint Kitts naar La Tortue. In 1640 werd Levasseur daar officieel tot gouverneur benoemd. Dat bleef hij tot 1653, het jaar waarin hij door zijn eigen volgelingen werd vermoord.
Een andere gouverneur was Frédérick Deschamps de La Place. Hij gaf onder andere François L'Olonnais een schip. Daarna verdween hij van het eiland. Historici weten niet goed hoe of waarom.
In 1664 nam de Franse West-Indische Compagnie de controle over het eiland over. Zij stelden Bertrand d'Ogeron aan als nieuwe gouverneur. Hij probeerde de invloed van de piraten in het gebied terug te dringen, ten voordele van de kolonisten. Hij haalde engagés uit Frankrijk (arbeiders die verplicht moesten werken om de schuld van hun overtocht terug te betalen) om de positie van de kolonisten te versterken. Hij probeerde zelfs de piraten over te halen om het leven van kolonist aan te nemen, wat maar ten dele lukte. Uiteindelijk heeft hij ze nooit onder controle gekregen.
Hij streed vooral tegen piraten uit de Nederlanden, zowel op La Tortue zelf als daarbuiten. Zo stuurde hij in 1673 een vloot om te helpen bij een Franse poging om Curaçao in te nemen. Deze leed echter schipbreuk in de buurt van Puerto Rico, waarna de bemanning gevangen werd genomen door de Spanjaarden. Toen een groep Nederlanders in 1675 de controle probeerde te krijgen over het eiland Dominica, lukte het hem wel om ze te verdrijven. Later liet hij een aantal fregatten patrouilleren rond La Tortue, waardoor hij de activiteiten van de Nederlandse piraten rond het eiland wist te verminderen.

### Engelse aanwezigheid
Naast de Fransen was er in het begin ook een Engelse kolonie op het eiland. Deze werd eerst bestuurd door kapitein Anthony Hilton, en later door kapitein Nicholas Riskinner. Deze laatste overleed kort na aankomst op La Tortue. De relatie tussen de Engelsen en de Fransen op het eiland was vanaf het begin gespannen. Dit leidde er uiteindelijk toe dat de Engelse kolonisten in 1641 door Le Vasseur werden verjaagd.

### Spaanse aanvallen
Door de gunstige ligging van het eiland waren verschillende landen erin geïnteresseerd het in bezit te hebben. Met name Spanje heeft het herhaaldelijk geprobeerd te veroveren. In totaal zijn er vier aanvallen van de Spanjaarden geweest: in 1629, in 1635, in 1638 en in 1654. Bij de meeste van deze aanvallen lukte het hen om het eiland in bezit te nemen, maar telkens was dat voor korte tijd.

#### Eerste aanval (1629)
In 1629 wisten de Spanjaarden onder leiding van Don Fadrique de Toledo de Franse bewoners tijdelijk te verdrijven. Daarna bouwden zij een aantal versterkingen op het eiland. Intussen waren de meeste Fransen gevlucht naar de bossen op het eiland Hispaniola. Toen de Spanjaarden hen daar in 1630 achtervolgden, maakten de Fransen gebruik van deze gelegenheid, en heroverden het eiland.

#### Tweede aanval (1635)
In 1635 vielen de Spanjaarden La Tortue opnieuw aan, waarbij ze zich ditmaal vooral op de Engelse kolonie richtten. Vanwege de aanhoudende spanningen tussen de Engelsen en de Fransen op het eiland was deze namelijk maar zwak verdedigd. Een deserteur van de Engelse kolonie, een Ier met de naam John Murphy, bracht deze informatie over aan de Spanjaarden. Onder leiding van kapitein Gregorio de Castellar y Mantilla vielen zij daarop het eiland aan, en doodden veel Engelse kolonisten. Toen zij echter doorgingen om ook het eiland Providencia te veroveren, konden de Fransen en de Engelsen het eiland La Tortue weer innemen.

#### Derde aanval (1638)
In 1638 lukte het de Spanjaarden weer om La Tortue in handen te krijgen, maar ook deze keer was dit van korte duur. Een jaar later werden ze teruggedrongen, met name met hulp van de piraten.

#### Vierde aanval (1654)
In 1654 veroverden de Spanjaarden het eiland weer. Zij stationeerden een garnizoen op het eiland, maar verplaatsten dit naar Hispaniola, dat door de Engelsen werd aangevallen. In een taktische beweging namen de Engelsen daarop La Tortue in bezit. Zij hielden de controle over het eiland tot het jaar 1660, waarin de Fransen het wisten te heroveren.

### Piraten
De strategische ligging van La Tortue maakte dat het eiland niet alleen in trek was bij de officiële legers van verschillende landen, maar ook als vrijhaven diende voor piraten. Zij maakten gebruik van de strijd en het klimaat van wetteloosheid dat daardoor ontstond, om zich daar vrijelijk te kunnen vestigen. Vaak deden zij actief mee aan de schermutseling, als kapers (met schriftelijke toestemming van hun land) of als boekaniers. Vanaf 1640 noemden de piraten van La Tortue zichzelf Les Frères de la Côte (De Broeders van de Kust).
In de beginperiode waren de piraten voornamelijk Engelsen en Fransen. In de jaren 60 van de 17e eeuw was het beleid ten opzichte van piraten op Jamaica echter liberaler dan op La Tortue, waardoor met name veel Engelse zeerovers het eiland verlieten en naar de stad Port Royal vertrokken. Een groot deel van de tijd zijn er op La Tortue ook steeds een aantal piraten uit de Nederlanden geweest, in elk geval tot ze weggejaagd werden tot d'Ogeron.
Enkele piraten die op La Tortue gewoond hebben, zijn:
- Francis Drake
- Henry Morgan
- François L'Olonnais
- Pierre le Grand

In 1667 viel L'Olonnais van hieruit Gibraltar en Maracaibo aan. In 1671 vergezelden 500 boekaniers uit La Tortue Henry Morgan toen hij vanuit Port Royal vertrok om Portobelo en Panama-Stad te veroveren.
Wij weten veel over het eiland La Tortue in die periode en over de piraten die er woonden door het boek van Alexandre Exquemelin, die zelf als engagé naar het eiland was gekomen. De piraten gebruikten het eiland als plaats om hun buit op te slaan en deels ook om hun gestolen rijkdommen uit te geven. Naast de buit die zij op de Spanjaarden hadden veroverd (met name zilver), sloegen zij in de haven van La Tortue ook tabak en leer op.
Aan het eind van de 17e eeuw, wanneer de oorlogen op het Caraïbisch gebied ten einde lopen, loopt de activiteit van de piraten terug. Sommigen van hen gaan over op houthakken, eerst op La Tortue zelf, maar als de bossen daar slinken gaan ze verder op Yucatán en op de Miskitokust. Anderen laten zich overhalen om kolonist te worden.

### Haïtiaanse Revolutie
In de 18e eeuw werd Petit-Goâve steeds belangrijker als havenstad op Haïti, waardoor het belang van La Tortue een beetje overschaduwd werd. Het eiland werd in 1770 privé-eigendom van markies de Choiseul-Praslin.
Tijdens de slavenopstand van 1791, die leidde tot de onafhankelijkheid van Haïti, zochten honderden Fransen hun toevlucht op La Tortue. In de daaropvolgende jaren ging de oorlog grotendeels aan het eiland voorbij. Zo kon de leider van de opstandelingen Toussaint Louverture er in die periode nog een vreedzaam bezoek brengen. Pauline Bonaparte, de zus van Napoleon, liet er in die tijd zelfs nog een buitenverblijf bouwen, waar ze verschillende keren verbleef met haar zieke echtgenoot, generaal Leclerc. In 1802 werden de Fransen echter definitief van het eiland verdreven door de Haïtiaanse generaal Capois-la-Mort.

## Moderne tijd
In 1971 sloot een Texaans bedrijf een contract met de Haïtiaanse regering af, waarin het voor 99 jaar feitelijk het bezit kreeg over het eiland, om er een vrijhaven te ontwikkelen. Dit contract werd in 1974 door dictator Jean-Claude Duvalier geannuleerd, waarbij het eiland weer door Haïti werd toegeëigend.
Tegenwoordig is La Tortue een van de drie gemeenten (communes) van het Haïtiaanse departement Nord-Ouest. Er wonen zo'n 39.000 inwoners. Zij houden zich vooral bezig met kleinschalige landbouw. De toegang tot basisonderwijs en schoon drinkwater is zwak, de toegang tot andere voorzieningen iets beter. Riolering is er nauwelijks vanwege de moeilijke geografische ligging. De grootste plaats op het eiland heet Aux Palmistes.
Tijdens de schermutselingen op Haïti in 2004, waarbij president Aristide is afgezet, was het eiland een van de laatste plekken die in handen kwam van de opstandelingen. In februari namen zij het commissariaat van het eiland in en staken het in brand.
In datzelfde jaar, toen de orkaan Jeanne over Haïti trok, is Île de la Tortue een aantal dagen lang als "verloren gebied" verklaard geweest, omdat men dacht dat het in de golven verdwenen was.

## Toerisme
Het eiland heeft een groot toeristisch potentieel. Dat komt deels door de geschiedenis, deels door de spectaculaire stranden en riffen, die zich met name in het zuidelijke gedeelte van het eiland bevinden. Het strand van Pointe-Ouest is als een van de mooiste van het Caraïbisch gebied verklaard. Dit potentieel is echter nog weinig ontwikkeld.
Tegenwoordig zijn er de volgende bezienswaardigheden op het eiland:
- Forten: Fort de la Rochelle en Fort d'Ogeron.
- Grotten: Le Bassin, La Voûte des Églises en La Galerie.

## Moderne verwijzingen
Film:
- Captain Blood (1935)
- The Black Swan (1942)
- Pirates of Tortuga (1961)
- Les Naufragés de l'Île de la Tortue (Frankrijk, 1976)
- De Pirates of the Caribbean-filmserie

Strip:
- Strijd om Schildpadeiland, uit de serie Roodbaard

Computergames:
- Tortuga - Two Treasures voor de PC
- Pirates Of The Burning Sea voor de PC
- Sid Meier's Pirates voor de Xbox en PC
- Tortuga - Pirates of the new world voor de PC
- Assassin's Creed IV: Black Flag voor de playstation, xbox, wii en PC

Boeken:
- Schateiland door Robert Louis Stevenson

Muziek:
- Tortuga door Alestorm